# 伊卡博德·克兰

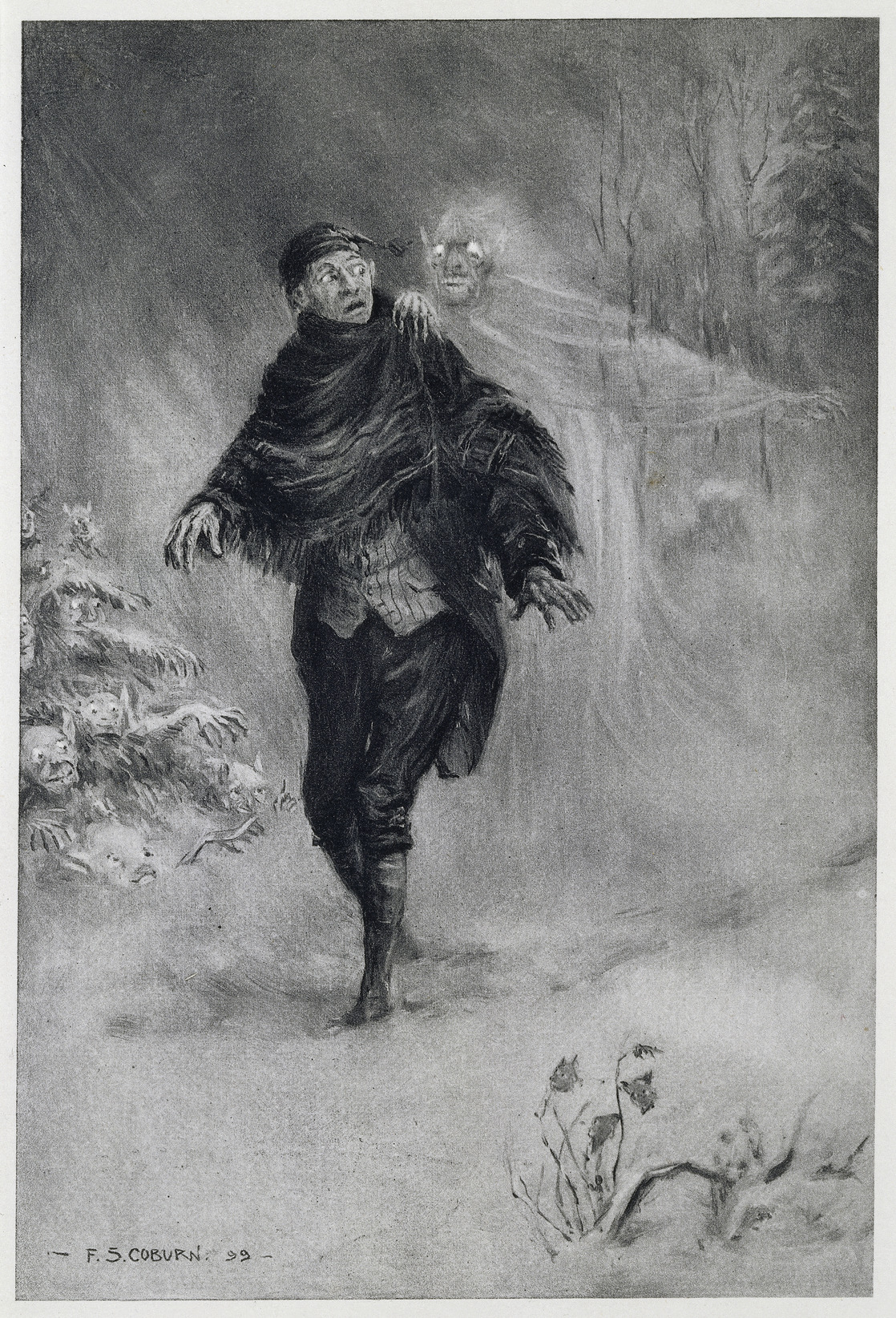
《一个昏暗的雪夜，可怕的阴影和幽魂徘徊在他回家的路上》，弗雷德里克·辛普森·科伯恩繪，1899年。此畫描繪了伊卡博德·克兰听了鬼故事后正在回家的場景

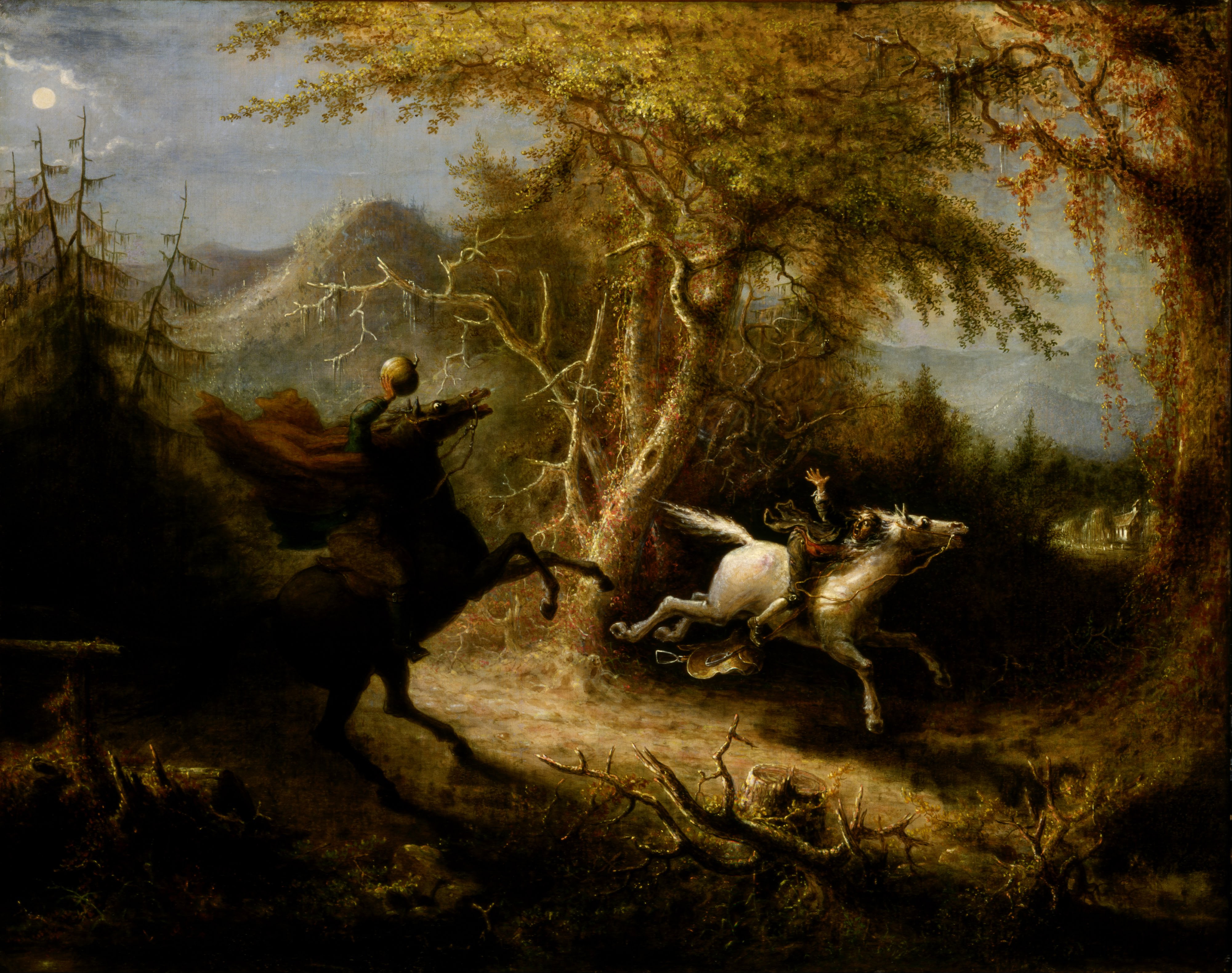
追逐伊卡博德·克兰的无头骑士， 约翰·奎多（1858）。

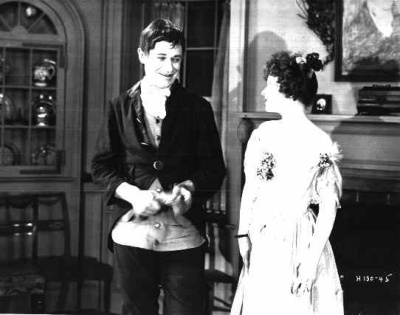
威尔·罗杰斯扮演伊卡博德·克兰，露意丝·梅瑞迪斯扮演卡特里娜·范·塔塞尔。《无头骑士》 (1922年)

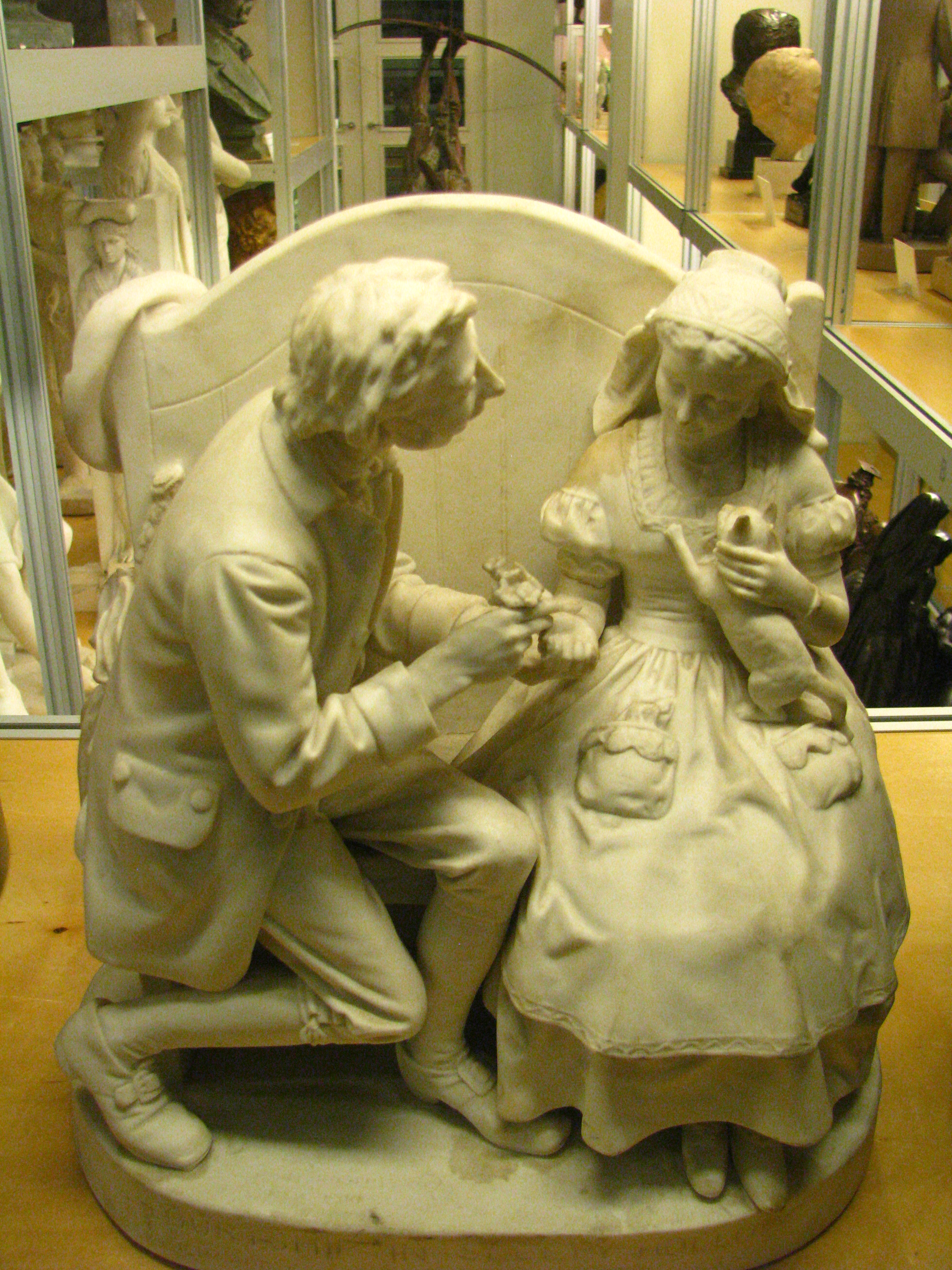
《睡谷传说》中的求婚场景。伊卡博德·克兰和卡特里娜·范·塔塞尔1868年

伊卡博德·克兰是一个虚构人物，是华盛顿·欧文短篇故事《睡谷传说》中的男主角。该小说首次发表于1820年。收錄在《見聞錄》(THE SKETCH BOOK)中。

## 起源
名字"伊卡博德"来自于圣经，与大祭司以利的孙子和非尼哈的儿子同名。欧文也可能借用了他1814年在纽约萨基茨港遇到的参加过1812年战争的一名美国军官的名字。
根据欧文的笔记，伊卡博德·克兰的创作是以一位名叫杰西·默温的校长为基础。1809年，欧文在纽约金德胡克镇和他成为朋友。 根据1894年《纽约时报》文章报道，"许多人称， 塞缪尔·扬斯是欧文在小说中描述伊卡博德·克兰的原型"。

## 故事角色
欧文小说中的人物由于其详细的描写和刻画而被人铭记。在小说中，欧文这样描写伊卡博德·克兰："他很高，但总是看起来很疲惫。窄肩膀，长胳膊长腿，手臂在袖管外露出一大截，双脚就像铲子一样扁平。整个人看起来鬆鬆垮垮，像是搭在一起的骨架。"他的头很小，头顶有点平，大耳朵，绿玻璃一样的大眼睛。他的鼻子像鹬鸟喙部一样细长，看起来像脖子上安的为了指示风向的风向标。根据欧文所写，伊卡博德看起来像一个逃脱了玉米田的愚笨、破旧的稻草人。他是一位老师，和当时很多老师一样，赚不到太多钱。于是，小镇的女士们晚上替他做饭，而在那期间他开心可以听到一些怪力乱神的故事。据说，伊卡博德随身带着科顿·马瑟的《新英格兰巫术史》，他十分坚信这本书所写的内容。 他是一个认真的人，并且始终记得那句至理名言——“不打不成器”。
伊卡博德·克兰的学生当然没有被宠坏。他根据情况维护正义，而不是事情的严重程度; 他从弱者背上卸下重担，转加在那些强者身上。他学校的收入很少，几乎不足他每日购买面包的开支，因为他要照顾很多人的伙食。他虽然瘦，但却有蟒蛇一样的张力。为了节省开始，他根据这地方的习俗，寄宿在他农户家里，这些农户的孩子都是他教的学生。学校放假的时候，他就成了大一点男孩们的玩伴；还会在假日午后把小一点的孩子送回家。这些孩子家里碰巧有漂亮的姐妹、或者做家庭主妇的贤惠母亲，把碗橱收拾得舒舒服服。他能在那里连续住一个星期，从而一传十十传百，他所有的世俗影响都和一条棉手帕捆绑在一起。除了他的其他职业，他还是居民区的歌唱大师，靠指导唱诗班的年轻人能赚到许多先令。星期天对他而言没有什么虚荣之处，他只是和一群挑出来的歌者站在教堂走廊前面;那里，在他自己的心中，他可以完全把手掌从牧师那里抽走。
他的声音比其他所有合唱的人都要响亮。校长在农村居民区的女性圈子里占有一定重要性。人们认为他有一种慵懒、绅士的品质，相比乡下其他粗燥的汉子们，他有非常优越的品味和造诣；实际上，他的学识只比牧师低了一点点；乡里的小姐们冲他微笑的时候，他总是表现得特别快乐。星期天工作间隙，在教堂院子里，他扮演的什么角色呢？他从周围树木上覆盖的野葡萄藤上摘葡萄; 诵读墓碑上的墓志铭把姑娘们逗得咯咯笑；或者和一群姑娘在附近的水池边闲逛；这时候，更多乡下人在远处羞羞怯怯畏缩不前，一边却嫉妒着伊卡博德超乎常人的优雅和谈吐。
他就像一份报纸，把当地的琐碎消息从一家带到另一家，因此他的出现总是伴随着好奇心的满足。此外，他更是被女人们尊为一个伟大的博学家，因为他相当彻底地读过几本书，是科顿·马瑟《新英格兰巫术史》这本书的最佳拥有者。 他把放学后阅读老马瑟的可怕故事当做享受，常常看书直到黄昏。此外，他也相信那些超自然或者迷信的故事。另一个让他感到恐惧的快乐就是在冬天漫长的夜晚与荷兰的老妻子们围坐在火炉旁，在火炉边摆一排苹果，一边烤苹果看着果汁受热飞溅，一边听他们讲有关幽灵和妖精、鬼魂徘徊的田野、小溪、桥和鬼屋，尤其是无头骑士（或着按人们说的，叫“山谷里飞驰的无头士兵”）。当然，他也讲些关于巫师的奇闻异事来取悦其他听众，讲在康涅狄格州早期盛行的可怕秘事，还有一些空中出现的不详预兆和诡异声响；他还用彗星和流星做占卜，唬得他们震惊又唏嘘; 他还告诉他们令人震惊的事实——世界确实是上下颠倒的，他们一半的时间都是头朝地脚朝天！当他雪夜穿过昏暗的阴影和雪反射的亮光时，伊卡博德常常联想到鬼怪和恶魔，觉得恐怖不已。然而，如果他没有遇到一个比鬼魂、妖怪、甚至所有的巫师加起来更能对普通人产生影响的生物——一个女人；如果没有她，尽管有那些妖魔鬼怪和这样那样的工作，他还是会过得很开心舒适。实际上，伊卡博德对异性有一颗柔软又愚蠢的心。
故事的转折点发生在伊卡博德为一位名叫卡特里娜·范·塔塞尔的姑娘着迷的时候。这位姑娘是富农巴尔图斯·范·塔塞尔唯一的女儿。他并不怎么重视他女儿，但是当别人称赞他们的时候，他就对女儿的优点格外上心。由于她的美丽和继承她父亲财富的渴望，伊卡博德开始追求卡特里娜，而她似乎也对他温柔地给了回应。这吸引了小镇霸王——亚伯拉罕“大块头布鲁姆”范·布朗特的注意。布鲁姆也想娶卡特里娜，而伊卡博德就成了他唯一的阻碍。尽管布鲁姆时不时羞辱或者捉弄这位校长，伊卡博德仍然立场坚定，布鲁姆在这场竞争中也并没有占到什么便宜。
后来，两人都被邀请到范·塔塞尔的收获节聚会。聚会上，伊卡博德的社交能力远胜布鲁姆。聚会结束后，伊卡博德留下来与女继承人卡特里娜“促膝谈心”。据作者描写，伊卡博德向卡特里娜求婚，“但是……一定有什么不对劲，因为他一定这么做了。可是过了没多久，他就垂头丧气，伤心惨淡。”这说明伊卡博德遭到了拒绝。根据原文描述，卡特里娜对他的求婚做出回应的唯一目的是为了刺激布鲁姆，增加布鲁姆对她的渴望。于是，伊卡博德离开了这所房子，像“掉进了鸡窝，而不是淑女的心窝。”
伊卡博德最终为迷信和错误信仰自食恶果。在他回家路上，他遇到了另一位旅人。而这位旅人就是传说中的无头骑士——美国独立战争期间被炮弹斩首的黑森士兵的鬼魂。无头骑士追逐他的时候，伊卡博德尽力逃跑，最终穿过荷兰墓地附近的一座桥。新英格蘭的古老傳說，因為地縛靈的限制，妖魔鬼怪無法越過河流。據說鬼魂无法穿过这座桥，伊卡博德以为自己安全了。然而，在伊卡博德反应之前，无头骑士从马背上把他自己的断头丢向伊卡博德，那顆南瓜像一顆砲彈一樣砸在他頭上，伊卡博德“跌跌撞撞，一头栽到了泥土中”，跌在塵土中失去了知覺。第二天早上，人们发现伊卡博德的帽子丢在教堂的钟型桥附近，边上有一个破碎的南瓜。從此，伊卡博德再也没有在沉睡谷中出现过，村民有人推测，他是被无头骑士带走了。 后来，“过去了几年，一个老农夫去了纽约，在那里讲述了这个故事”。在他的版本中，伊卡博德在无头骑士和担心被地主驱逐的恐惧下永远地离开了这个小镇，“在一个远方的法院里做审判员”。卡特里娜嫁给了布鲁姆。据说布鲁姆“看起来特别清楚关于伊卡博德的所有故事，一提起南瓜就忍不住哈哈大笑。”这迹象“让人怀疑，布鲁姆知道的远比他说出来的多”。其实也有人猜，布鲁姆就是那个无头骑士，利用了这个故事永远地摆脱了自己的情敌。迦勒·斯德哥尔称，“欧文赋予伊卡博德最鲜明的特征就是赞美诗唱诗员”，而且伊卡博德是“欧文文学作品中最著名的文学形象” 。

## 故事改编
- 伊老师与小蟾蜍大历险（1949年），由迪士尼动画公司制作，詹姆斯·阿尔格执导，克莱德·吉诺尼米和杰克·肯尼执导，并与肯尼思·格拉姆的30分钟短片《柳林风声》结合。 可能是所有改编中最著名的版本，因为它多年作为“迪士尼万圣节节目”特别系列的一部分，并被认为是对华盛顿·欧文原著最忠实的改编。 该动画由平·克劳斯贝作旁白演员，而且是整个30分钟里，伊卡博德·克兰对白和唱曲、以及“大块头布鲁姆”演唱的《无头骑士传说》的唯一配音演员。
- 1980年制作的电视电影《沉睡谷传说》由美国全国广播公司（NBC）在犹他州拍摄，杰夫·高布伦主演伊卡博德·克兰。该剧由亨宁·塞勒罗卜执导，杰姆斯·康威制作，执行制片人为查尔斯·塞利纳。在这个版本，故事的结局是伊卡博德到了卡特里娜家中，无头骑士返回黑森林。
- 1999年，蒂姆·伯顿导演的《睡谷的传说》上映。该片由约翰尼·德普和克里斯蒂娜·里奇主演，前者飾演的正是 伊卡博德。該片获得奥斯卡最佳艺术指导（2000年）、金卫星奖（2000年）、土星奖（2000年）等多项大奖。
- 2013年改編為電視劇《沉睡谷》，由湯姆·米森飾演伊卡博德·克蘭。該劇合共四季，播放期為2013年至2017年。

## 索引文献
1. ↑  "Teachers Bringing the power of primary sources into the classroom" （页面存档备份，存于）. frontiers.loc.gov
2. ↑  "In Sleepy Hollow Cemetery, Monument in Memory of Soldiers of the Revolution" （页面存档备份，存于）.
3. ↑  Stegall, Caleb. . Reformed Presbyterian Church of North America. Summer 2008, 1 (17)  [2016-11-29]. ISSN 1065-3783. （原始内容存档于2016-11-29）.